# 灌木短舌菊
灌木短舌菊（学名：Brachanthemum fruticulosum）是菊科短舌菊属的植物。分布在中亚地区以及中国大陆的新疆自治区等地，常生长在干旱地、河谷石滩和石戈壁，目前尚未由人工引种栽培。